# Скуби-Ду и упорный оборотень
«Скуби-Ду и упорный оборотень» (англ. Scooby-Doo! and the Reluctant Werewolf) — американский полнометражный рисованный мультипликационный фильм 1988 года, снятый студией Hanna-Barbera для телевизионной серии мультфильмов «10 суперзвёзд от Ханна-Барбера» и ставший третьим и последним фильмом из цикла о Скуби-Ду в этой серии. В русском дубляже чаще известен под названием «Скуби-Ду и гонки монстров».

## Сюжет
В Трансильвании легендарный вампир граф Дракула и его подданные-монстры готовятся проводить очередную ежегодную автогонку монстров из серии «Монстр Ралли», как вдруг обнаруживается, что один из постоянных гонщиков, оборотень Вольфи, вышел в отставку и переехал во Флориду. Поскольку проводить гонку без полного состава классических монстров запрещено, мелкий подчинённый Дракулы, львиноподобный монстрик Вольфганг, предлагает создать нового оборотня, благо как раз приближаются три ночи, когда это может произойти. В книге, где об этом рассказывается, Дракула обнаруживает портрет Шегги Роджерса и решает именно его и сделать своим новым оборотнем. Обратить и доставить Шегги он поручает своим лучшим агентам, горбунам Кранчу и Бранчу, также известным как «Зондер Монстр».
Шегги тем временем стал популярным автогонщиком, используя необычный автомобиль «Турбо Бластер», снабжённый забавными гаджетами; его верный говорящий пёс Скуби-Ду вместе со своим племянником Скрэппи помогают ему с машиной. Первые две ночи у Кранча и Бранча не выходит обратить Шегги в оборотня, отчасти благодаря Скуби, но на третью ночь, воспользовавшись выходом Шегги на свидание с его девушкой Гуги, наконец добиваются успеха. Однако у Шегги внезапно начинается икота, которая заставляет его переключаться между обличьями человека и оборотня (к большому удивлению Кранча и Бранча). Вскоре несколько человек замечают его в образе оборотня и начинают погоню, от которой друзьям удаётся уйти только благодаря гаджетам автомобиля. Зондер Монстер усыпляют их и уносят по воздуху в Трансильванию; икота Шегги прекращается, оставляя его в обличье оборотня.
Придя в себя и узнав, что происходит, Шегги с друзьями категорически отказываются участвовать в гонке монстров, и Дракула запирает их в комнате для гостей. После трёх неудачных попыток бегства Дракула соглашается вернуть Шегги человеческий облик, если он победит в «Монстр Ралли». Однако исполнять это условие он, конечно, не хочет.
На следующий день Шегги с командой выпрашивают у Дракулы разрешения прокатиться по гоночной трассе на их машине. Ради забавы Дракула и Зондер Монстер пытаются устроить им там ловушки, но Шегги преодолевает трассу как настоящий эксперт. Осознав, что Шегги вполне способен выиграть гонку, Дракула приказывает Зондер Монстер испортить гоночную машину оборотня, чтобы она плохо ехала, а также изменяет трассу. В качестве дополнительной меры он даёт распоряжение испортить Шегги сон, и с этой задачей они справляются: Шегги просыпается разбитым и сонным. Однако Гуги удаётся привести его в чувство поцелуем, после чего она и Скрэппи решают взять на себя роль разведчиков на трассе, докладывая о ловушках Дракулы.
Вскоре после начала гонки Шегги и Скуби отстают, но Шегги догадывается прямо на ходу залезть под капот и исправить двигатель, в результате чего их машина становится самой быстрой из всех. По требованию взбешённого Дракулы Кранч и Бранч создают для Шегги и Скуби всё новые и новые ловушки, но те ловко их обходят не без подсказок Гуги и Скрэппи. В итоге Дракула решается пойти на крайние меры и выпускает на трассу огромного мохнатого дикаря Джингиз Конга, который хватает машину оборотня и начинает щекотать Скуби. Однако Гуги и освободившийся Шегги включают на машинах гигантские роликовые коньки и хватают ими Конга, после чего сбрасывают его прямо на остальных гонщиков, позволяя Шегги спокойно пересечь финиш и победить.
Взбешённый Дракула отказывается исполнять своё условие расколдовать Шегги и даже заявляет, что это невозможно. Однако его глуповатая жена Ваннапира проговаривается, что в той самой книге, где они нашли портрет Шегги, есть анти-заклинание. Герои отбирают книгу и начинают уезжать. Дракула и Зондер Монстер пускаются в погоню, но Гуги переводит машину в режим самолёта, и в итоге Дракула сам попадает под удар молнии, которую вызвал против героев. Шегги с друзьями спокойно возвращаются домой и возвращают Шегги в человеческий облик.
В конце все четверо сидят перед телевизором и смотрят фильм ужасов, рассуждая, что с монстрами в реальной жизни для них всё кончено. Однако за окном внезапно появляются Дракула и Зондер Монстер, которые говорят «до встречи»...

## Роли озвучивали
| Актёр            | Роль                                                |
| ---------------- | --------------------------------------------------- |
| Дон Мессик       | Скуби-Ду, Скрэппи-Ду                                |
| Кейси Кейсем     | Шэгги Роджерс                                       |
| Би Джей Уорд     | Гуги, Стервоза                                      |
| Гамильтон Кэмп   | Граф Дракула                                        |
| Джим Каммингс    | Франкенштейн, Чингиз-Конг                           |
| Джоан Гербер     | ведьмы                                              |
| Эд Гилберт       | доктор Джекилл, мистер Снайд, рассказчик            |
| Брайан Митчелл   | сеньор Костини                                      |
| Пэт Мьюзик       | Ванна Пира                                          |
| Алан Оппенгеймер | Мумия, Тварь Болотная                               |
| Роб Полсен       | Бранч                                               |
| Фрэнк Уэлкер     | Кранч                                               |
| Брайан Каммингс  | злобный клоун • мумия • пугало (в титрах не указан) |

## Песни
- «Werewolf Rock»